# Samotáři
Samotáři je česko-slovinský film z roku 2000. Natočil ho režisér David Ondříček podle scénáře Petra Zelenky a Olgy Dabrowské.
Oficiální slogan filmu zněl „Běžte se zasmát sami sobě.“
Snímek je mozaikou příběhů sedmi hlavních postav ve věku 23 až 33 let, které spojují problémy s navazováním a udržováním vztahů. Podle scenáristy Petra Zelenky vypovídá film především „o jakési podivné nesvéprávnosti, nezpůsobilosti k životu, o všeobecné neschopnosti se rozhodovat.“

## Synopse
Petr (Saša Rašilov) žije ve vztahu s Hankou (Jitka Schneiderová). Když mu ale kamarád Robert (Miki Křen) domluví schůzku s neznámou dívkou, ze zvědavosti se na ni vypraví. Zjistí ale, že onou dívkou je právě Hanka, která Petrovu vztahovou malověrnost těžce nese. Když se s ním rozejde, pozná stěhováka Jakuba (Jiří Macháček). Jakub je náruživým kuřákem marihuany a i když v něm Hanka probudí sympatie, spoluhráči z kapely mu připomenou, že už jednu přítelkyni má.
Náhoda zavede Jakuba s Hankou do nemocnice, kde pracuje neurochirurg Ondřej (Ivan Trojan). Ten žije navenek v dokonalém vztahu s manželkou Lenkou (Dana Sedláková), ve skutečnosti však obsesivně touží po své někdejší přítelkyni - Hance. Lenka je kolegyní Roberta, který se kromě vlastních milostných patálií potýká i se vztahem se svojí stárnoucí matkou (Emma Černá).
Poslední hlavní postavou je barmanka Vesna (Labina Mitevska). Ta do Česka přijela hledat svého otce, který o ni ale nejeví zájem. Vesna proto okolí raději tvrdí, že se pro život v Praze rozhodla kvůli průzkumu UFO.

## Obsazení
Snímek znamenal filmový průlom pro Ivana Trojana, který byl do té doby známější spíše jako divadelní herec a dabér. Značnou popularitu přinesl také Jiřímu Macháčkovi, jinak frontmanovi hudební skupiny Mig 21. Kromě českých herců se ve filmu objevila i makedonská herečka Labina Mitevska.
V dalších, výše nezmíněných rolích, se ve filmu představili např. Hana Maciuchová a František Němec coby rodiče Hanky.

## Produkce
David Ondříček film vyprodukoval ve své společnosti Lucky Man Films, která vznikla právě za účelem realizace Samotářů poté, co původně domluvený partner odstoupil od smlouvy. Finančně se na vzniku filmu podílela i distribuční společnost CinemArt, produkční společnost Milk & Honey Films, Česká televize a slovinská firma E-motion Film Ljubljana.
Samotáři se stali nejvýdělečnejším filmem roku 2000 - podle britské organizace Dodona Research v kinech utržili 27,9 milionů Kč.

## Přijetí
V kinech Samotáři lámali divácké rekordy. Ve statistice návštěvnosti kin se udrželi 44 týdnů, přičemž lístek si koupilo více než 500 000 diváků.
Kritické přijetí snímku bylo převážně pozitivní. Recenzenti často oceňovali, že se oba hlavní tvůrci (tedy David Ondříček a Petr Zelenka, role Olgy Dabrowské byla v recenzích spíše opomíjena) od svých předchozích počinů posunuli směrem k větší profesionalitě a soudržnosti výsledného filmového díla. Ondříčka recenzenti chválili za uměleckou citlivost, která se promítla jak do vedení herců, tak i do volby filmového prostředí. Zelenka si zase vysloužil pochvalu za přesně odpozorované a životné postavy. Našly se ale i hlasy, které postavy naopak považovaly za málo propracované a nevěrohodné. Opakovaně se v recenzích chválila kamera Richarda Řeřichy a také hudební doprovod.
Hned několik recenzentů se domnívalo, že snímek představuje jistou generační výpověď. Martin Novosad ho přirovnal k filmu Camerona Crowea Mládí (Singles), Mirka Spáčilová ho zase označila za film, který se blíží dobově aktuálnímu evropskému stylu tvorby.
Saša Hrbotický o snímku napsal, že aspiruje na filmovou událost roku, zatímco Radovan Holub se o něm s odstupem vyjádřil jako o jednom z nejlepších českých filmů posledních let.

## Ocenění

### Zahraniční
Na Varšavském mezinárodním filmovém festivalu získali Samotáři cenu publika. Po tomto úspěchu vstoupil film do polské kinodistribuce, kde si získal značnou oblibu diváků.
Na Mezinárodním filmovém festivalu v Mannheimu a Heidelbergu získal snímek hned tři ocenění: Cenu mezinárodní federace filmové kritiky FIPRESCI, ocenění ekumenické poroty a zvláštní uznání mezinárodní poroty.
Z Mezinárodního filmového festivalu v Soluni si Samotáři odvezli cenu publika.

### Domácí
Petr Zelenka získal ze scénář k Samotářům cenu Trilobit Beroun 2000 udělovanou Českým filmovým a televizním svazem FITES.
V roce 2001 získal film 10 nominací na ceny Český lev, a to včetně kategorií nejlepší film a nejlepší režie. Jedinou cenu si nakonec ze slavnostního večera odnesl Jiří Macháček, který zvítězil v kategorii nejlepší mužský herecký výkon ve vedlejší roli.

## Soundtrack
Významnou složkou filmu byla jeho hudební stopa, kterou vytvořil Jan P. Muchow. Zkombinoval v ní vlastní scénickou hudbu s písněmi domácích i zahraničních skupin a interpretů a dále s ukázkami dialogů z filmu. Hudba z filmu vyšla na CD a magnetofonových kazetách pod názvem Samotáři (Original Soundtrack). Ve své době šlo o komerčně velmi úspěšný titul. Kromě základní verze existuje ještě dvojdisková edice na CD, která obsahuje 13 remixů skladby Lucky Boy. Tuto skladbu napsal pro film Jan P. Muchow, který v ní rovněž sám zpívá.

## Obnovená premiéra
2. července 2020 měli Samotáři obnovenou premiéru. Do kin vstoupila digitálně restaurovaná verze filmu. Původní analogové kopie už totiž byly po dvaceti letech značně poškozené.